# Maria Gontowicz-Szałas
Maria Gontowicz-Szałas (Gorzów Wielkopolski, 23 de febrero de 1965) es una deportista polaca que compitió en judo. Ganó una medalla en el Campeonato Mundial de Judo de 1986, y cuatro medallas en el Campeonato Europeo de Judo entre los años 1985 y 1989.
Participó en los Juegos Olímpicos de Barcelona 1992, donde finalizó séptima en la categoría de –56 kg.

## Palmarés internacional
| Campeonato Mundial | Campeonato Mundial        | Campeonato Mundial | Campeonato Mundial |
| Año                | Lugar                     | Medalla            | Categoría          |
| ------------------ | ------------------------- | ------------------ | ------------------ |
| 1986               | Maastricht (Países Bajos) | Medalla de plata   | –56 kg             |
| Campeonato Europeo |                           |                    |                    |
| Año                | Lugar                     | Medalla            | Categoría          |
| 1985               | Landskrona (Suecia)       | Medalla de bronce  | –56 kg             |
| 1986               | Londres (Reino Unido)     | Medalla de bronce  | –56 kg             |
| 1987               | París (Francia)           | Medalla de bronce  | –56 kg             |
| 1989               | Helsinki (Finlandia)      | Medalla de plata   | –56 kg             |